# 群馬県道41号神田吉井停車場線
群馬県道41号神田吉井停車場線（ぐんまけんどう41ごう じんだよしいていしゃじょうせん）は、群馬県藤岡市から高崎市に至る県道（主要地方道）である。

## 概要
群馬県藤岡市神田から高崎市吉井町吉井の上信電鉄上信線吉井駅を結ぶ。

### 路線データ
- 起点：藤岡市神田1362番[1]（群馬県道13号前橋長瀞線交点〈宿神田交差点〉）
- 終点：高崎市吉井町吉井 吉井停車場（吉井駅）[1]

## 歴史
- 1959年（昭和34年）9月18日：群馬県より現・道路法に基づき、一般県道神田吉井停車場線（藤岡市神田 - 多野郡吉井町 吉井停車場、整理番号186）が路線認定される[2]。
  - 同日、前身路線にあたる県道吉井鬼石線（多野郡吉井町 - 同郡鬼石町、整理番号146）、吉井停車場線（多野郡吉井町 - 吉井停車場、整理番号147）が路線廃止される[3]。
- 1993年（平成5年）5月11日：建設省から、県道神田吉井停車場線が神田吉井停車場線として主要地方道に指定される[4]。
- 1994年（平成6年）4月1日：主要地方道指定に伴い、群馬県より県道路線認定に関する告示（昭和34年群馬県告示第324号）の一部が改正され、神田吉井停車場線（整理番号82）となる[5]。

## 重複区間
- 群馬県道13号前橋長瀞線（起点・藤岡市神田〈宿神田交差点〉 - 同）
- 国道254号（高崎市吉井町吉井川 - 高崎市吉井町吉井〈吉井交差点〉）
- 群馬県道71号高崎神流秩父線（高崎市吉井町吉井川〈川内交差点〉 - 高崎市吉井町吉井〈吉井交差点〉）

## 地理

### 通過する自治体
- 藤岡市
- 高崎市

### 交差する道路
- 群馬県道13号前橋長瀞線・群馬県道176号下日野神田線（藤岡市神田・宿神田交差点、起点）
- 群馬県道13号前橋長瀞線（藤岡市矢場）
- 群馬県道175号上日野藤岡線（藤岡市東平井）
- 群馬県道173号金井倉賀野停車場線（藤岡市西平井）
- 上信越自動車道吉井インターチェンジ（高崎市吉井町矢田）
- 国道254号（高崎市吉井町吉井川）
- 群馬県道71号高崎神流秩父線（高崎市吉井町吉井川・川内交差点）
- 国道254号・群馬県道71号高崎神流秩父線（高崎市吉井町吉井・吉井交差点）

### 沿線にある施設など
- 上信電鉄上信線 吉井駅